# Marek Viršík
Marek Viršík (* 15. dubna 1975), přezdívaný Vandel, je slovenský punk rockový zpěvák a bubeník, člen nitranské kapely Horkýže Slíže. Do kapely vstoupil v roce 2002, aby nahradil bubeníka Martina Košovana. Marek Viršík vystudoval pedagogickou fakultu[která?] (má aprobaci na angličtinu a ruštinu), a proto nejprve dělal učitele anglického jazyka na Golianově gymnáziu v Nitře.

## Vybavení
Je firemním hráčem na bicí Mapex a činely Anatolian.